# Йераль, Вильгельм
Вильгельм Йераль (нем. Wilhelm Jeral; 2 октября 1861, Прага — 17 декабря 1935, Вена) — австрийский виолончелист чешского происхождения.
В 1873—1879 гг. учился в Пражской консерватории у Франтишека Гегенбарта. В 1880—1886 гг. солист оперного оркестра в Граце и преподаватель в Штирийском музыкальном обществе. С 1887 г. солист оркестра Немецкой оперы в Роттердаме, здесь также пробовал себя как оперный дирижёр. В 1896 г. обосновался в Вене, некоторое время предпочитая работать как солист. С 1899 г. солист оркестра Венской придворной оперы, с 1901 г. виолончелист в струнном квартете Карла Прилля. В 1904 г. Густав Малер рассматривал Йераля как одного из кандидатов на место солиста в Венском филармоническом оркестре. В послевоенные годы вёл в Вене педагогическую работу, среди его учеников Константин Попов.
Автор концерта для виолончели с оркестром (1899, опубликован 1906, записан Орфео Мандоцци) и других сочинений для своего инструмента, из которых наиболее известна пьеса «Цыганский танец» (нем. Zigeunertanz; 1904). Под редакцией Йераля выходили виолончельные сочинения Рихарда Штрауса, П. И. Чайковского и др. У Йераля сохранился единственный экземпляр Полонеза для виолончели и фортепиано Антонина Дворжака, полученный им в 1879 г. от исполнителя премьеры Алоиса Неруды и опубликованный в 1925 г.